# Francia férfi vízilabda-válogatott
A francia vízilabda-válogatott Franciaország nemzeti csapata, amelyet a Francia Úszószövetség (Franciául: Fédération Française de Natation) irányít.
Egyszeres olimpiai bajnok, amit a hazai rendezésű 1924-es párizsi olimpián ért el. Az 1900. és az 1928. évi nyári ötkarikás játékokon bronzérmet szerzett. 
A világbajnokságokon elért legjobb helyezésük egy 4. hely, illetve 1927-ben ezüstérmet szereztek az Európa-bajnokságon.

## Jelenlegi keret
A válogatott kerete a 2024-es olimpiai játékokon:
| Francia nemzeti férfi vízilabdacsapat-játékoskeret | Francia nemzeti férfi vízilabdacsapat-játékoskeret | Francia nemzeti férfi vízilabdacsapat-játékoskeret | Francia nemzeti férfi vízilabdacsapat-játékoskeret | Francia nemzeti férfi vízilabdacsapat-játékoskeret | Francia nemzeti férfi vízilabdacsapat-játékoskeret |
| #                                                  | Név                                                | Poszt                                              | Kor (2024. július 22. szerint)                     |                                                    |                                                    |
| -------------------------------------------------- | -------------------------------------------------- | -------------------------------------------------- | -------------------------------------------------- | -------------------------------------------------- | -------------------------------------------------- |
|                                                    | Hugo Fontani                                       | K                                                  | 1994. december 22. (29 évesen)                     |                                                    |                                                    |
|                                                    | Emil Bjorch                                        | M                                                  | 1987. augusztus 29. (36 évesen)                    |                                                    |                                                    |
|                                                    | Michaël Bodegas                                    | M                                                  | 1987. május 3. (37 évesen)                         |                                                    |                                                    |
|                                                    | Alexandre Bouet                                    | M                                                  | 2000. december 5. (23 évesen)                      |                                                    |                                                    |
|                                                    | Ugo Crousillat                                     | M                                                  | 1990. október 27. (33 évesen)                      |                                                    |                                                    |
|                                                    | Pierre-Frédéric Vanpeperstraete                    | M                                                  | 1992. május 14. (32 évesen)                        |                                                    |                                                    |
|                                                    | Enzo Khasz                                         | M                                                  | 1993. augusztus 13. (30 évesen)                    |                                                    |                                                    |
|                                                    | Romain Marion-Vernoux                              | M                                                  | 2000. január 2. (24 évesen)                        |                                                    |                                                    |
|                                                    | Mehdi Marzouki                                     | M                                                  | 1987. május 26. (37 évesen)                        |                                                    |                                                    |
|                                                    | Enzo Nardon                                        | M                                                  | 2003. január 6. (21 évesen)                        |                                                    |                                                    |
|                                                    | Rémi Saudadier                                     | M                                                  | 1986. március 20. (38 évesen)                      |                                                    |                                                    |
|                                                    | Thomas Vernoux                                     | M                                                  | 2002. március 21. (22 évesen)                      |                                                    |                                                    |
|                                                    | Clément Dubois                                     | K                                                  | 1995. március 10. (29 évesen)                      |                                                    |                                                    |
| Szövetségi kapitány: Florian Bruzzo                |                                                    |                                                    |                                                    |                                                    |                                                    |

## Eredmények

### Olimpiai játékok
- 1900 —  Bronz
- 1904 — Nem vett részt
- 1908 — Nem jutott be
- 1912 — 5. hely
- 1920 — 11. hely
- 1924 —  Arany
- 1928 —  Bronz
- 1932 — Nem jutott be
- 1936 — 4. hely
- 1948 — 6. hely
- 1952 — Nem jutott be
- 1956 — Nem jutott be
- 1960 — 10. hely
- 1964 — Nem jutott be
- 1968 — Nem jutott be
- 1972 — Nem jutott be
- 1976 — Nem jutott be
- 1980 — Nem jutott be
- 1984 — Nem jutott be
- 1988 — 10. hely
- 1992 — 11. hely
- 1996 — Nem jutott be
- 2000 — Nem jutott be
- 2004 — Nem jutott be
- 2008 — Nem jutott be
- 2012 — Nem jutott be
- 2016 — 11. hely
- 2020 — Nem jutott be
- 2024 — 10. hely

### Világbajnokság
- 1973 — Nem jutott be
- 1975 — Nem jutott be
- 1978 — Nem jutott be
- 1982 — 13. hely
- 1986 — 8. hely
- 1991 — 12. hely
- 1994 — Nem jutott be
- 1998 — Nem jutott be
- 2001 — Nem jutott be
- 2003 — Nem jutott be
- 2005 — Nem jutott be
- 2007 — Nem jutott be
- 2009 — Nem jutott be
- 2011 — Nem jutott be
- 2013 — Nem jutott be
- 2015 — Nem jutott be
- 2017 — 14. hely
- 2019 — Nem jutott be
- 2022 — Nem jutott be
- 2023 — 6. hely
- 2024 — 4. hely

### Világliga
- 2002 — Nem vett részt
- 2003 — Nem vett részt
- 2004 — Nem vett részt
- 2005 — Nem vett részt
- 2006 — 6. hely
- 2007 — Visszalépett
- 2008 — Nem vett részt
- 2009 — Visszalépett
- 2010 — Visszalépett
- 2011 — Nem vett részt
- 2012 — Nem vett részt
- 2013 — Nem vett részt
- 2014 — Nem vett részt

### Európa-bajnokság
| - 1926— Nem vett részt - 1927— Ezüstérmes - 1931— 6. hely - 1934— 6. hely - 1938— 6. hely - 1947— 5. hely - 1950— 6. hely - 1954— 9. hely - 1958— 8. hely - 1962— - 1966— 13. hely - 1970— 11. hely - 1974— 8. hely (B csoport) - 1977— 7. hely (B csoport) - 1981— 4. hely (B csoport) - 1983— 3. hely (B csoport) - 1985— 3. hely (B csoport) | - 1987— 1. hely (B csoport) - 1989— 12. hely - 1991— 11. hely - 1993— Nem jutott be - 1995— Nem jutott be - 1997— Nem jutott be - 1999— Nem jutott be - 2001— 12. hely - 2003— Nem jutott be - 2006— Nem jutott be - 2008— Nem jutott be - 2010— Nem jutott be - 2012— Nem jutott be - 2014— 10. hely - 2016— 9. hely - 2018— 12. hely - 2020— 13. hely - 2022— 6. hely - 2024— 9. hely |

### Mediterrán játékok
- 1955 —  Ezüst
- 1963 —  Bronz
- 2001 —  Bronz